# علی محمدلو
علی محمدلو یک روستا در ایران است که در دهستان پائین برزند واقع شده‌است. علی محمدلو ۷۶ نفر جمعیت دارد.